# Vassili Karassev
Vassili Nikolaïevitch Karassev (en russe : Василий Николаевич Карасёв), né le 14 avril 1971 à Saint-Pétersbourg, est un ancien joueur russe de basket-ball, évoluant au poste de meneur. Il est aujourd'hui entraîneur de l'équipe nationale russe.
Son fils Sergueï, né en 1993, est un joueur international russe de basket-ball.

## Club
- 1996-1997 :  Efes Pilsen Istanbul (TBL)
- 1997-1998 :  Alba Berlin (Basketball-Bundesliga)
- 1998-2000 :  CSKA Moscou (Superligue)
- 2000-2001 :  Iraklis Salonique (ESAKE)
- 2001-2002 :  Ural Great Perm (Superligue)
- 2002-2003 :  Lokomotiv Rostov-sur-le-Don (Superligue)
- 2003-2005 :  BC Khimki (Superligue)
- 2005-2006 :  Ural Great Perm (Superligue)
- 2006-2008 :  Universitet Yugra Surgut (Superligue)
- 2008-2009 :  Trioumf Lioubertsy (Superligue)

## Palmarès

### Sélection nationale
- Championnat du monde masculin de basket-ball
  -  Médaille d'argent au Championnat du monde 1998 en Grèce
- Championnat d'Europe
  -  Médaille de bronze du Championnat d'Europe 1997 en Espagne
  - 7e du Championnat d'Europe 1995 en Grèce
  - 6e du Championnat d'Europe 1999 en France
  - 8e du Championnat d'Europe 2003 en Suède
  - 6e du Championnat d'Europe 2005 en Serbie-Monténégro

### Distinctions personnelles
- Élu dans meilleur du cinq du Championnat du monde de basket masculin 1998
- Meilleur entraîneur de la saison 2015-2016 de la Ligue VTB unie[1]